# Synd – Noveller av det moderna genombrottets kvinnor
Synd – Noveller av det moderna genombrottets kvinnor är en novellsamling utgiven 1993 på Ordfront. Samlingen innehåller noveller av kvinnliga författare från det moderna genombrottet och sammanställdes av Birgitta Ney. Ney skrev också ett förord till boken. Synd är också namnet på en av novellerna i samlingen, skriven av Amanda Kerfstedt.
Boken utkom ursprungligen i inbundet format 1993. År 1999 utkom den i pocketutgåva. I januari 2007 gjordes samlingen tillgänglig digitalt via Stockholms universitet. Till denna utgåva skrev Ney en kommentar: "Eftersom boken används i undervisning i exempelvis ämnena litteraturvetenskap och genusvetenskap vill jag medverka till att texterna ska finnas tillgängliga för fler läsare. Det vore illa om också denna samling noveller skulle bli svåra att få tag på för studenter och andra – novellerna bär med sig vittnesbörd från kvinnliga författare, vars berättelser kräver att läsas för att förstå vad som utspelade sig i litteraturen mellan författarna under det moderna genombrottet i sent 1800-tal."

## Innehåll
- Amanda Kerfstedt – Synd
- Anne Charlotte Leffler – Aurore Bunge
- Augusta Braunerhielm – Bikten
- Vilma Lindhé – Intet att giva
- Elin Améen – Träldom
- Alfhild Agrell – Skymning
- Gerda von Mickwitz – Mässling
- Mathilda Malling – Pyrrhussegrar
- Amalia Fahlstedt – Herr och fru Berg
- Hilma Angered Strandberg – Nitälskan
- Mathilda Malling – Höstdagar
- Victoria Benedictsson – Ur mörkret

### Fotnoter
1. ↑  ”Synd”. Libris. http://libris.kb.se/hitlist?d=libris&q=Synd+noveller+av+det+moderna&f=simp&spell=true&hist=true&p=1. Läst 11 oktober 2014.
2. ↑  Ney 2007, s. 8.